# غوران باراكي
غوران باراكي (21 يناير 1987 ببولا في كرواتيا - ) هو لاعب كرة قدم كرواتي في مركز الوسط. لعب مع نادي رادنيتشكي سبليت ونادي رييكا ونادي سلافن بيلوبو وNK Novalja ‏ وNK Rudar Labin ‏ وNK Karlovac 1919 ‏ ونادي بيتش ‏.

## وصلات خارجية
- غوران باراكي على موقع اتحاد كرواتيا (الكرواتية)
- غوران باراكي على موقع قاعدة بيانات كرة القدم.إي يو (الإنجليزية)
- غوران باراكي على موقع Soccerway.com (الإنجليزية)
- غوران باراكي على موقع عالم كرة القدم.نت (الإنجليزية)